# Područje oko sustava Matešićeva špilja - Popovačka špilja
Područje oko sustava Matešićeva špilja - Popovačka špilja este o arie protejată (sit de importanță comunitară — SCI) din Croația întinsă pe o suprafață de 306,87 ha, integral pe uscat.

## Localizare
Centrul sitului Područje oko sustava Matešićeva špilja - Popovačka špilja este situat la coordonatele 45°06′48″N 15°37′28″E / 45.113409°N 15.624514°E.

## Înființare
Situl Područje oko sustava Matešićeva špilja - Popovačka špilja a fost declarat sit de importanță comunitară în iulie 2013 pentru a proteja 9 specii de animale.

## Biodiversitate
Situată în ecoregiunea continentală, aria protejată conține 1 habitat natural: Peșteri inaccesibile publicului.
La baza desemnării sitului se află mai multe specii protejate:
- mamifere (8): liliac cu aripi lungi (Miniopterus schreibersii), liliac cu urechi de șoarece (Myotis blythii), liliac cu picioare lungi (Myotis capaccinii), liliac cărămiziu (Myotis emarginatus), liliac comun (Myotis myotis), liliacul mediteranean cu potcoavă (Rhinolophus euryale), liliacul mare cu potcoavă (Rhinolophus ferrumequinum), liliacul mic cu potcoavă (Rhinolophus hipposideros)
- nevertebrate (1): Austropotamobius torrentium